# NGC 4449
NGC 4449 és una galàxia irregular situada a la constel·lació dels Llebers visible amb petits telescopis i situada a una distància d'al voltant de 4 megaparsecs de la Via Làctia.

## Propietats físiques
És una galàxia semblant al Gran Núvol de Magalhães, només que una mica menor i més lluminosa, i a més una galàxia amb esclat estel·lar, formant estels el doble de ràpid que l'abans esmentada; diversos estudis mostren la presència en aquesta galàxia de diversos cúmuls d'estels massius: diversos d'una edat menor de 5 milions d'anys i masses d'al voltant de 104 masses solars encara embeguts en els núvols de gas en els que han nascut, al seu centre tres, un amb una massa estimada en 4·10⁵ masses solars i una edat de 6 i 10 milions d'anys, i altres dos de lluminositats i edats semblants a l'anterior, però que semblen estar sent esbocinats per forces de marea, i finalment uns altres més vells però més massius.
Com en altres galàxies aïllades i riques en gas, l'hidrogen neutre d'NGC 4449 ocupa molt més espai que la galàxia visible, ocupant una àrea de 75 minuts d'arc -14 vegades el diàmetre òptic de la galàxia- i mostrant a més diverses irregularitats en la seva distribució que apunten a interaccions amb galàxies veïnes.

## Galàxies satèl·lit
Recentment s'ha descobert una galàxia nana esferoïdal 50 vegades menys lluminosa que ella (amb aproximadament el mateix nombre d'estels que en el seu halo galàctic) i massa -incloent matèria fosca- molt similar, però amb una lluentor superficial tan baixa que ha trigat a ser descoberta, la qual està en procés de disrupció i absorció per part d'NGC 4449 i que possiblement és la responsable del brot estel·lar que està sofrint aquesta, i fins i tot també fa poc s'ha suggerit que un cúmul globular massiu que sembla associat amb dues cues d'estels joves en les quals hi ha hagut formació estel·lar durant els últims 200 milions d'anys pot ser el nucli d'una altra galàxia nana rica en gas també en procés d'absorció i destrucció per NGC 4449.